# Скорая помощь (Сезон 15)
«Ско́рая по́мощь» (англ. «ER» от англ. Emergency Room — приёмное отделение) — американский телесериал, рассказывающий о жизни приёмного отделения больницы города Чикаго (штат Иллинойс), её сотрудников и пациентов. Сериал создан Майклом Крайтоном и был впервые показан на телеканале NBC (сентябрь 1994 года — апрель 2009 года). Включает в себя 15 сезонов и стал самой длинной медицинской драмой, показанной в прайм-тайм за всю историю американского телевидения.

## В ролях

### Основной состав
- Горан Вишнич — Доктор Лука Ковач
- Мойра Тирни — Эбби Локхарт
- Мекхи Файфер — Доктор Грег Пратт
- Парминдер Награ — Нила Расготра
- Джон Стамос — Доктор Тони Гейтс
- Линда Карделлини — Медсестра Саманта Таггарт
- Скотт Граймс — Доктор Арчи Моррис
- Дэвид Лайонс — Доктор Саймон Бреннер
- Анджела Бассет — Доктор Кэтрин Банфилд

### Второстепенные персонажи
врачи:
- Лиланд Орсер — доктор Люшиен Дубенко
- Джон Эйлуорд — доктор Дональд Онспо
- Жан-Поль Ману — доктор Дасти Крэншоу

интерны:
- Джил МакКинни — Грэди
- Джулия Джонс — Кайа
- Бреша Уэбб
- Шири Эпплби — Дарья Уэйд
- Джулиан Моррис — Эндрю Уэйд
- Виктор Расук — Райан Санчес
- Эмили Роуз — Трейси Мартин
- Алексис Бледел

медсестры:
- Иветт Фримен — Халей
- Лаура Серон — Чуни
- Лили Марийе — Лили
- Эллен Кроуфорд — Лидия
- Энджел Лакета Мур — Дон

регистраторы:
- Трой Эванс — Фрэнк
- Абрахам Бенруби — Джерри

другие:
- Сэм Джонс III — Чез Пратт
- Джина Равера — Бетина
- Жустина Мачадо — Клодия Диас
- Дориан Кристиан Бокум — Макс Гонсалес
- Хлоя Гринфилд — Сара
- Доминик Джейнс — Алекс
- Холли Херш — Рэйчел Грин
- Луи Либерти — парамедик Барделли

### Приглашённые звёзды
Сарандон, Сьюзан — бабушка умершего мальчика, Эпизод 19, Давние времена

## Список эпизодов
15.1 (310) — Жизнь после смерти (Life After Death) (25 сентября 2008). Последняя серия Мекхи Пфайфера.
Уволенный доктор Дубенко покидает больницу. В приёмное привозят Грега Пратта, который находился в заминированной машине скорой помощи, а также множество других пострадавших от этого взрыва. Вначале Пратт чувствует себя не очень плохо и пытается руководить своими сотрудниками, но вскоре состояние ухудшается, и его не удается спасти. Вечером после похорон Пратта сотрудники скорой помощи собираются в кафе и поминают своего коллегу.
15.2 (311) — Обычный четверг в окружной (Another Thursday at County) (9 октября 2008)
В отделение скорой помощи приходит новый руководитель — Кэтрин Бэнфилд — и сразу показывает свой крутой нрав. Её лицо кажется странно знакомым медсестре Халей. Одновременно прибывает группа новых интернов. Приступив к работе, новые интерны вместе с доктором Гейтсом оказываются под действием рассыпавшегося отравляющего вещества рицина. Саймон Бреннер, прознав, что Нила расстроена из-за увольнения Дубенко, организует сотрудников хирургии на демонстрацию с требованием к Онспо вернуть уволенного.
15.3 (312) — Книга Эбби (The Book Of Abby) (16 октября 2008). Последняя серия Моры Тирни и Горана Вишнича. Эбби работает последнюю смену перед тем, как покинуть город вместе с Лукой и Джо. Она никому не говорила об отъезде заранее, чтобы избежать церемоний, и прощается с каждым по отдельности, на ходу.
15.4 (313) — Родительский контроль (Parental Guidance) (23 октября 2008)
Вернувшийся к работе доктор Дубенко благодарит за это Бреннера, говоря, что он перед ним в долгу. Доктор Бэнфилд подвергается нападению уличного грабителя, но мастерски вырубает его, и он, избитый, попадает в её отделение, где врачам приходится потрудиться над ним. Гейтс рассержен, увидев, что Сара сделала пирсинг языка. Привозят девочку со сломанной ногой, когда её мать и сестра ненадолго выходят из палаты, девочка говорит Бэнфилд: «Это она толкнула меня!» Бэнфилд обвиняет мать в жестоком обращении с дочерью. Поступает старушка с болезнью Альцгеймера, пострадавшая в аварии, когда сын вез её на прогулку. Прибывший отец обвиняет во всем сына — бывшего алкоголика, подозревая, что он вернулся к выпивке. Девочке со сломанной ногой становится хуже, как оказалось, из-за того, что кто-то уменьшил подачу кислорода. Сын старушки сдает анализ на алкоголь, чтобы убедить отца в своей невиновности. Врачи замечают, что постель девочки полыхает, её сестра стоит рядом сложа руки. Гейтс, поговорив по душам с Сарой, убеждает её снять пирсинг. Нулевой результат анализа заставляет отца изменить своё отношение к сыну. Бэнфилд догадывается, что не мать, а сестра старалась искалечить её юную пациентку. Она вызывает сестру пострадавшей на откровенный разговор, и девочка приходит в бешенство, полностью выдав себя. Бреннер напоминает Дубенко его слова и просит в качестве благодарности рассказать ему, как можно угодить Ниле. Дубенко сперва отказывается, но потом даёт Бреннеру подсказки и напутствие: «Обидишь её — убью!» Саймон начинает действовать, приглашая Нилу в кафе.
15.5 (314) — Привидение (Haunted) (30 октября 2008). Однократное появление Шейна Уэста. Хэллоуин. В отделение появляется наряженный мужчина- сюрприз для Нилы… Поступает молодой парень с вилкой в груди, следом приходят братья, у младшего идёт кровь из носа. Выясняется что эти случаи связаны… Гейтс осматривал семью- мать с двумя детьми-, у мальчика с собой был попугай, который неожиданно улетел. Мальчик побежал за ним, Тони следом его искать. В итоге оба оказались заперты в пустой комнате… Сэм ревнует Тони к Дарье.
15.6 (315) — О, Брат (Oh, Brother) (6 ноября 2008) Чез Пратт приходит на практику в отделение, Моррис оказывает ему повышенное внимание и даёт делать некоторые процедуры, что запрещено делать. В конце концов Бенфилд замечает это и делает Арчи выговор… Гейтс уговаривает Сэм переехать к нему…
15.7 (316) — Исцели самого себя (Heal Thyself) (13 ноября 2008). Перед началом серии Эрик Ла Салль сообщает зрителям о смерти создателя телесериала Майкла Крайтона. Однократное появление Энтони Эдвардса, Лоры Иннес, Пола МакКрейна.
Кэйт Бэнфилд во время утренней пробежки видит, как из реки вытаскивают маленькую девочку. Она сопровождает малышку в больницу и борется за её жизнь, все время возвращаясь мыслями в тот день, когда в этом же отделении Марк Грин пытался спасти её собственного пятилетнего сына, внезапно потерявшего сознание, но мальчик все равно умер. Тони Гейтс выясняет имя бездомного пациента — это ветеран войны в Ираке Макс Гонсалес. Тони хочет устроить Макса на лечение, но тот скрывается. Интерн Эндрю Уэйд сдружился с пожилой пациенткой Бертой Менденхолл, но в потоке её болтовни он пропускает указание на важный симптом, а Берта умирает от кровотечения.
15.8 (317) — Возраст невинности (Age of Innocence) (20 ноября 2008) Сын умершей Берты Менденхолл подает иск против больницы. Гейтс посвящает все своё время поискам сбежавшего бездомного Макса Гонсалеса. В отделение привозят супругов, пострадавших на пожаре — их дом подожгли. Вскоре является брат пострадавшей и набрасывается на её мужа с обвинениями. По словам брата, этот человек — педофил, и окружающие хотят по заслугам расправиться с ним, что подвергает опасности и его сестру. Мужчина оправдывается, рассказывая врачам, что в действительности он невиновен и оправдан судом, но, несмотря на это, все вокруг его считают педофилом и ненавидят. Девочка, лежащая на соседней койке, боится процедур и просит этого мужчину помочь. Когда он держит её за руку, проходящий мимо Бреннер бросается оттаскивать его, а подоспевший шурин избивает до полусмерти, чему Бреннер не препятствует. Интерн-хирург Эндрю Уэйд делает избитому экстренную операцию и спасает его зрение, тем самым возвращая себе доверие Нилы, утраченное после ошибки с Бертой. Моррис упрекает Бреннера, а тот в ответ неожиданно признается Моррису, что он был жертвой педофилии в детстве, когда жил со своей легкомысленной матерью.
15.9 (318) — Снег, лети! (Let It Snow) (4 декабря 2008)
Весь город заметён небывалым снегопадом. Сэм идёт на работу, Тони остаётся дома с Сарой и Алексом. Доктора Моррис и Бэнфилд застряли в аэропорту, так как их рейсы отменены. В больницу поступает группа подростков с автокатастрофы, двое в тяжёлом состоянии. Сэм с ужасом видит, что один из них — её сын Алекс. Алекс и Сара с приятелями попали в аварию, возвращаясь с вечеринки, хотя Сэм велела им делать дома уроки. В аэропорту Моррис все время пытается развлечь всех, особенно Кэйт Бэнфилд. Она в конце концов напивается и задаёт жару, зажигая весельем всех вокруг, в чём даёт Моррису сто очков вперед. Но вскоре Бэнфилд становится плохо, Моррис помогает ей. Наконец они вдвоем с трудом снимают один гостиничный номер, чтобы переночевать в ожидании отложенного рейса. Тони срочно приезжает в больницу и поражает Сэм признанием, что он сам разрешил детям пойти на вечеринку. Серия заканчивается на том, что у Алекса происходит разрыв аорты.
15.10 (319) — Веселый праздник (The High Holiday) (11 декабря 2008) Канун Рождества. Отчаявшись ждать визита Арчи Морриса на родину, его двоюродный брат привозит контейнер с вещами покойного отца Арчи и сгружает во дворе больницы. Алекс поправляется, его пытаются экстубировать, но неудачно. В отделении скорой помощи появляется Джерри, желающий вернуться на старое место работы. Он вызывается помочь Арчи избавиться от вещей, встает возле контейнера и весь день раздаёт вещи прохожим за бесценок. Моррис то и дело видит в руках сотрудников больницы вещи из своего детства и вспоминает связанные с ними истории. Пациентка Нилы — беременная нелегальная иммигрантка, которой грозит немедленная депортация и разлука с мужем. У женщины начались схватки, а у плода обнаруживают врождённое уродство. Знакомая бабулька угощает нескольких сотрудников скорой пирожными с марихуаной. Иммигрантку успешно оперируют, ребёнка помещают в бокс для дальнейшего лечения. Сэм уговаривает Дубенко ещё раз попробовать экстубировать Алекса до Рождества, и вторая попытка удается. Появляется Макс Гонсалес. Он узнал о розысках, предпринятых Гейтсом, и поверил, что Тони искренне хочет ему помочь. Макс согласен принять помощь и лечение. Тони спешит сообщить эту радостную новость Сэм, но она объявляет ему, что их отношения закончены. Сотрудники скорой празднуют Рождество. Нила приходит на праздник в приподнятом настроении и намекает Бреннеру, что пациентка-иммигрантка скрылась в неизвестном направлении не без её участия.
15.11 (320) — Боязнь разлуки (Separation Anxiety) (8 января 2009)Привозят подстреленных мальчика и его старшего брата, и вслед за ними девушку, полицейский под прикрытием. Она рассказывает Арчи кто она. Бенфилд идёт на приме к гинекологу, обсудить сможет ли она родить… Нила лечит девочку, с которой очень подружилась. Та хотела поехать на встречу с музыкантом, но из-за операции это невозможно. Нила подбадривает девочку, дарит ей диск с музыкой. Тони напивается в баре и случайно встречает Дарью, студентку из отделения, и предлагает ей провести с ним ночь.
15.12 (321) — Бегущий во сне (Dream Runner) (15 января 2009). Однократное появление Алекс Кингстон. Нила, как в фильме «День сурка», несколько раз проживает один и тот же день, пробуя разные возможности, пытаясь не допустить смерти двух пациентов, а также пройти собеседование в Дюкский университет, которое проводит Элизабет Кордей.
15.13 (322) — В любви как на войне (Love is a Battlefield) (22 января 2009) В больницу поступает девушка, сбитая на велосипеде. Моррису кажется странным эта ситуация, он пытается разобраться. Гейтс лечит пару, которая была жената 4 раза, и думает о своих отношениях с Сэм. Бенфилд проходит процедуру Экстракорпоральное оплодотворение
15.14 (323) — Долгое странное путешествие (A Long, Strange Trip) (5 февраля 2009)
Моррис и Гейтс замечают на улице избитого старика, который не отвечает на расспросы. Его карманы обчищены, документов нет. Доктора ставят ему капельницы и интубируют. Тем временем Бреннер принимает больную раком. Болезнь была замечена на поздней стадии, лечение невозможно, женщина написала отказ от реанимации. Её сын — молодой музыкант, торопящийся на прослушивание, и Бреннер отпускает его, обещая, что мать дождется сына. Но её состояние резко ухудшается, тогда Бреннер интубирует больную, несмотря на подписанный ею отказ. Лежащий рядом старик, глядя на женщину, неожиданно оживляется, требует бумагу и ручку и нацарапывает буквы «тб» — по внешним признакам он определил туберкулёз. Бреннер назначает анализы и убеждается что старик прав: весь организм женщины поражён туберкулёзом, но не раком, а значит, её лечение возможно! К Сэм Таггарт неожиданно приезжает её сестра Келли, которую Сэм ни разу не видела с тех пор, как ушла из дома в 15 лет. Келли сообщает, что вскоре она уедет в Европу и не сможет навещать мать в доме престарелых, поэтому она переведёт мать в чикагский дом престарелых и поручит заботам Сэм. Выясняется, что неизвестный старик — доктор Оливер Костин, создатель всей системы экстренной помощи, много лет работавший в окружной больнице. В больницу приезжает доктор Моргенштерн, ученик доктора Костина, а ныне его опекун, и предъявляет его отказ от реанимации. Старика отключают от аппарата искусственной вентиляции, а у его постели собираются сотрудники больницы, и доктор Моргенштерн делится своими воспоминаниями о работе доктора Костина.
15.15 (324) — Семьянин (The Family Man) (12 февраля 2009) К больнице подлетает машина, в ней мать и дочь. У матери оказывается плохо с сердцем, Бреннер с Нилой решают вопрос с операцией и разыскивают родных. Наконец находится брат женщины, который оказывается на самом деле родным отцом девочки Люси. Бреннер договаривает с ним об опеке, но тот говоря что скоро придет, уходит и не возвращается… Арчи идёт в гости к Клодии Диас, у её племянника день рождения и собралась вся семья. Арчи приходится надевать костюм супергероя, но дети его осмеивают. Он приводит всех на экскурсию в отделение и участвует в спасении человека. Дети очень рады…
15.16 (325) — Начало конца (The Beginning Of The End) (19 февраля 2009). Возвращение Ноя Уайла. День Св. Валентина. В отделение попадает человек, собирающий грибы и делающий из них любовное снадобье. В скорую возвращается Джон Картер и просит взять его на некоторое время поработать…
15.17 (326) — Без шести (T-Minus-6) (26 февраля 2009) Бенфилд с мужем обсуждают варианты усыновления ребёнка. Моррис предложил молодой паре пробовать вести себя более смелее…Картер пытается заново втянуться в работу, Бенфилд замечает у него кровь после диализа и Джон признается в недомогании… Бреннер озабочен приёмной семьёй Люси.
15.18 (327) — Что мы делаем (What We Do) (5 марта 2009)
В больнице снимают кино о работе медперсонала. Детектива Диас - подругу Арчи Морриса - тяжело ранят. Картеру становится плохо. Джерри и Фрэнк обижены, что у них не взяли интервью для фильма и решают снять своё кино…
15.19 (328)— Старые времена (In Times of Old) (12 марта 2009). Однократное появление Эрика Ла Салля, Джорджа Клуни, Джулианны Маргулис.
Картер ждёт пересадки почки, к нему в палату приходит Бентон, который там работает. Сэм и Нила ждут органы — сердце и почку: бабушка (Сарандон, Сьюзан) молодого человека, у которого должны взять органы, в последний момент отказалась их отдавать. Даг Росс и Кэрол Хетуэй, работающие в этой клинике, уговаривают бабушку и она соглашается на изъятие органов. В аэропорту выясняется что Нила и Сэм не успели на самолёт, но они улетают на маленьком самолёте с музыкальной группой. Картеру делают операцию, во время которой происходит осложнение, но благодаря Бентону все получается хорошо. Неизвестная девушка (Мара, Руни) привозит в Скорую темнокожего ребёнка и оставляет его там. Бенфилд оформляет над ним опеку.
15.20 (329)— Смещение равновесия (Shifting Equilibrium) (19 марта 2009). Однократное появление Моры Тирни. Последний день работы Нилы в отделении, Фрэнк приготовил прощальную вечеринку, она сомневается нужно ли ей уезжать. Бреннер приезжает к Ниле в аэропорт, рассказывает про своего пациента: мужчину, сына которого случайно убил его лучший друг. Нила приезжает в Батон Руж к Рэю.
15.21 (330) — Мне хорошо (I Feel Good) (26 марта 2009) Врачи и медсестры помогают в лагере для детей, которые перенесли открытые операции на сердце. В больницу попадает женщина с взрослым умственно отсталым ребёнком, от которого она отказалась при родах…
15.22 (331) — И напоследок… (And In the End) (2 апреля 2009). Двухчасовой финал сериала. Дождь в Чикаго, 4 часа утра.
В приёмное отделение поступает 15-летняя девушка — Стейси, с тяжёлым отравлением алкоголем. Стейси выпила слишком много на пижамной вечеринке у подруги, спиртное на вечеринку купили родители подруги. Моррис спит, его будет медсестра, так же, как и Марка Грина в пилотной серии сериала. Моррис ворует у Фрэнка сладости, за которые не платит. Гейтс обсуждает с Сэм по телефону, что подарить ей на день рождения. Гейтс вызывает полицейских, за то, что родители подруги Стейси разрешили пить спиртное на пижамной вечеринке. Сьюзан Льюис и Керри Уивер приехали в новый медицинский центр Картера. Картер устраивает им экскурсию. Гейтс встречает подругу Стейси, которая не пошла на пижамную вечеринку, но получала сообщения от Стейси, что ей плохо и  ничего не сделала, посчитав, что это клёво.
По отделению водят новых студентов медиков, среди студентов — Рэйчел Грин, дочь Марка Грина. Рэйчел оглядывается по сторонам, но не находит знакомых лиц. Картер приезжает в Скорую и рассказывает Фрэнку и Халей, что только что обедал с Керри и Сьюзан.
Рэйчел Грин, гуляя по отделению, встречает Фрэнка, который не узнаёт её. Она говорит, что ничего не изменилось с того времени, когда она была здесь в последний раз и что она… дочь Марка Грина.
Гейтс забирает дочь из школы, рассказывает о Стейси, её ровеснице, которая отравилась алкоголем и просит звонить ему, если ей понадобится помощь, когда она выпьет на вечеринке.
Картер узнаёт, что Рэйчел Грин одна из студентов-медиков и находит её в приёмной комиссии. Гейтс помогает Алексу красить машину, которую Алекс хочет подарить Сэм на день рождения в красный цвет.
Картер узнаёт о том, что Рэйчел Грин поступила. Нила по видеотелефонии общается с персоналом скорой, в камере рядом с ней мелькает Рэй. Уставший Гейтс присматривает за Стейси, которая находится в коме из-за сильного алкогольного отравления.
Церемония открытия Медицинского центра Картера. Картер выступает перед приглашёнными, среди которых Сьюзан, Керри и Питер Бентон с сыном Рисом. Картер объясняет почему центр называется Медицинский центр памяти Джошуа Картера. (Джошуа сын Картера, который умер в утробе матери). Во время воспоминаний о сыне он видит среди гостей Кем, прилетевшую из Парижа.
Гейтс и Сэм успокаивают пожилого мужчину, жена которого тяжело больна и отказалась от реанимации. Медперсонал поздравляет Сэм с днём рождения. Когда задувают свечи, появляется Алекс, который хочет вручить Сэм подарок. Алекс и Гейтс выводят Сэм во двор, где стоит её подарок — красный кабриолет, который Алекс ремонтировал и красил сам, а помогал ему Тони Гейтс.
Картер, Бентон, Сьюзан и Керри вспоминают работу в скорой. Керри предлагает продолжить разговор в баре. Бентон против, но когда узнаёт, что в баре будет Элизабет Кордей он соглашается. Старые друзья по скорой уезжают в бар, а Картер остаётся поговорить с Кем. Кем говорит Картеру, что ей трудно находиться в Чикаго, так как всё напоминает о Джошуа и уходит. Сэм не может принять подарок от сына, Гейтс уговаривает её. В баре к Сьюзан, Керри, Картеру и Бентону присоединяется Элизабет и Рэйчел Грин. Керри и Сьюзан не могут поверить, что Рэйчел стала взрослой. Питер рассказывает, что он и Клео работают в Чикагском Университете. Картер наблюдает разговор и счастлив видеть всех вместе.
Сэм тронута историей дочери пожилой больной с отказом от реанимации и звонит матери, чтоб спросить как у неё дела и рассказывает о подарке Алекса.
Вечеринка в баре закончилась и Картер приглашает посмотреть на приёмное отделение. Рэйчел Грин и Сьюзан идут с ним, а остальные отказываются из-за позднего времени. Керри уезжает на такси. Бентон провожает Элизабет до её машины — хаммера - и они прощаются. Картер приводит Сьюзан и Рэйчел Грин в скорую. Сьюзан рада видеть Джерри. Картер устраивает экскурсию для Рэйчел Грин. Чуни узнаёт Рэйчел Грин…
Сэм благодарит Гейтса за всё что он делает для Алекса. Картер во дворе играет в баскетбол, выходит Гейтс и они разговаривают. Картер желает вернуться в скорую. Стейси приходит в себя после алкогольного отравления и Гейтс идёт проведать её. Гейтс не уверен, что мозг Стейси не повреждён и её отвозят на сканирование. Медперсонал рассказывает Рэйчел Грин байки из их практики. Сэм получает сообщение о взрыве на электростанции и что к ним везут большое число пострадавших. Все врачи выходят во двор ожидая приезд скорых. Рэйчел выходит с ними. Слышны сирены машин. Во двор въезжают машины скорой, Моррис распределяет пострадавших. Картер и Рэйчел наблюдают за распределением больных. Картера зовут на помощь, так как не хватает врачей. Картер предлагает Рэйчел начать практику здесь и сейчас. Рэйчел в восторге. Картер зовет её: «Доктор Грин! Вы идёте, доктор Грин?» И она бежит на помощь Картеру. В скорую продолжают поступать пострадавшие, играет музыкальная тема сериала…
Конец
15.23 (332) 02 Апреля 2009 года на телеканале NBC вышла дополнительная серия — «ER special retrospective season 15, episode 23, 42 minutes», ретроспектива всего сериала, герои сериала, памятные моменты и интервью с актерами.